# هیالمار یاهانسون
هیالمار یاهانسون (انگلیسی: Hjalmar Johansson؛ ۲۰ ژانویه ۱۸۷۴ – ۳۰ سپتامبر ۱۹۵۷) شیرجه‌رو اهل سوئد بود.
وی در مسابقات کشوری و بین‌المللی در مجموع برندهٔ ۱ مدال طلا، ۱ مدال نقره شده‌است.